# Scream VI
Scream VI is een Amerikaanse slasher-film uit 2023 geregisseerd door Matt Bettinelli-Olpin en Tyler Gillett en geschreven door James Vanderbilt en Guy Busick. De cast bestaat uit terugkerende personages Melissa Barrera, Jasmin Savoy Brown, Mason Gooding, Jenna Ortega, Hayden Panettiere en Courteney Cox. Andere rollen worden gespeeld door Jack Champion, Henry Czerny, Liana Liberato, Dermot Mulroney, Devyn Nekoda, Tony Revolori, Josh Segarra en Samara Weaving.
De film speelt zich af in de Scream-franchise en is ook verhaaltechnisch het vervolg op Scream uit 2022. In deze vervolgfilm zit een nieuwe Ghostface in New York achter de overlevende leden van de zogenoemde Woodsboro legacy attacks aan.

## Verhaal
Het is een jaar geleden dat Richie Kirsch en Amber Freeman de Woodsboro-moorden pleegden wanneer Laura Crane zit te wachten op haar blind date. Die belt haar om te melden dat hij de weg niet kan vinden. Ze gaat naar buiten en laat zich een steeg inlokken, waar ze te grazen wordt genomen door iemand in een Ghostface-pak. De moordenaar blijkt student Jason Carvey. Hij wil samen met zijn huisgenoot Greg de zussen Sam en Tara Carpenter aanvallen om zo samen het verhaal af te ronden dat Richie en Amber waren begonnen. Zowel Greg als Jason worden echter op hun beurt zelf vermoord door een andere Ghostface.
Sam en Tara zijn verhuisd naar New York, waar Tara een opleiding volgt aan dezelfde universiteit als medeoverlevenden Chad en Mindy Meeks-Martin en hun nieuwe vrienden Quinn Bailey, Anika Kayoko en Ethan Landry. Ze vernemen via het tv-journaal dat er weer een nieuwe Ghostface actief is. Deze laat na iedere moord een ander masker achter dat eerder werd gebruikt door een van zijn voorgangers. De nieuwe moordenaar lijkt zich daarbij te houden aan de regels die film-franchises er doorgaans op na houden.

## Rolverdeling
| Acteur / actrice   | Personage              |
| ------------------ | ---------------------- |
| Melissa Barrera    | Sam Carpenter          |
| Jenna Ortega       | Tara Carpenter         |
| Jasmin Savoy Brown | Mindy Meeks-Martin     |
| Mason Gooding      | Chad Meeks-Martin      |
| Hayden Panettiere  | Kirby Reed             |
| Courteney Cox      | Gale Weathers          |
| Dermot Mulroney    | Detective Wayne Bailey |
| Jack Champion      | Ethan Landry           |
| Josh Segarra       | Danny Brackett         |
| Liana Liberato     | Quinn Bailey           |
| Devyn Nekoda       | Anika Kayoko           |
| Tony Revolori      | Jason Carvey           |
| Samara Weaving     | Laura Crane            |
| Skeet Ulrich       | Billy Loomis           |
| Roger L. Jackson   | De stem van Ghostface  |
| Matthew Giuffrida  | Paul 2.0               |
| Andre Anthony      | Frankie                |
| Henry Czerny       | Dr. Christopher Stone  |
| Thomas Cadrot      | Brooks                 |
| Jesse Camacho      | Frat Dude              |
| Jack Quaid         | Richie Kirsch          |
| Tim Robinson       | Quinns vriend          |